# نيكولا فالاسكو
نيكولا فالاسكو (بالإيطالية: Nicola Falasco) (5 أكتوبر 1993 في إيطاليا - ) هو لاعب كرة قدم إيطالي في مركز الوسط. لعب مع نادي بريشيا ونادي بيستويسي ونادي تشيزينا ونادي فياريجو ونادي فيرالبيسالو.

## وصلات خارجية
- نيكولا فالاسكو على موقع قاعدة بيانات كرة القدم.إي يو (الإنجليزية)
- نيكولا فالاسكو على موقع Soccerway.com (الإنجليزية)
- نيكولا فالاسكو على موقع عالم كرة القدم.نت (الإنجليزية)